# Історія освоєння мінеральних ресурсів Перу

Історія освоєння мінеральних ресурсів Перу

## ХІІ-ІІ тис. до н.е
Кремінь, базальт, туф на території країни почали використовуватися з 12-го тис. до н.е З 4-го тис. до н.е відомі прикраси з мармуру, серпентину, нефриту, бірюзи і ляпісу, а також складні інкрустації на золоті. З граніту, порфіру, пісковику і інш. порід вирізалися скульптури божеств і міфічних персонажів, що прикрашали храми Чавіна-де-Уантар, Серро-Сечіна (I тис. до н.е). андезит, базальт, порфір, туф, пісковик і вапняк стали використовуватися для будівництва з 3-го тис. до н.е, а глину (здебільшого на узбережжі) — починаючи з 2-ї чверті II тис. до н.е Особливо високого розвитку кам'яна архітектура досягла в гірських районах в I тис. після Різдва (культура Уарі) та в часи інків (13 — 16 ст.). Відомі також великі печерні міста, споруджені в гірських масивах.

## ІІ-І тис. до н.е
На рубежі II і I тис. до н.е почався видобуток золотих і срібних руд (високогірні райони Пуно, Апурімак, Кахамарка та інші, а також золоті розсипи в долинах річок). У епоху давніх цивілізацій використовувалися також руди олова, свинцю, ртуті, платини і заліза. Високого рівня досягла металургія бронзи, зустрічалися також сплави золота з міддю.

## Інкський період
У інкський період високого рівня досягла обробка дорогоцінних металів, причому деякі вироби сягали рівня шедеврів мистецтва (більшість з яких була переплавлена європейськими завойовниками в золоті зливки). Значні обсяги зберігав видобуток міді (райони Атакамо, Іка, Куско). Інки змережали свою країну дорогами (відомо понад 240 тис. давніх кам'яних доріг), що уможливило розвиток торгівлі, сприяло загальному розвитку країни.

## Колоніальний період
У колоніальний період історії Перу (XVII — початок XIX ст.) гірничі промисли були орієнтовані виключно на видобуток руд дорогоцінних металів (райони Арекіпа, Серро-де-Паско). Конкістадорами було вивезено не менше 14 тис. т золота, а також значна кількість срібла. Цьому сприяло відкриття в 1566 р. родовища ртуті Уанкавелика в Західних Кордильєрах, що дало можливість різко збільшити виробництво золота й срібла методом амальгамації. У 1790 р. в Перу діяло 784 срібних рудників, 68 — рудників золота, 4 — міді, 12 — свинцю. До сьогодні розповідають легенду про казково багате на золото інкське місто чи місцевість Пайтіті (Paytiti) — своєрідне «перуанське Ельдорадо».

## Після завоювання незалежності (1821 р.)
Після завоювання незалежності (1821 р.) розвиток гірничої промисловості суттєво прискорився. Окрім руд кольорових металів в першій половині XIX ст. видобувають та експортують в Європу селітру (з 1830 р.), ведуть (з 1863 р.) видобуток нафти в промислових масштабах (значно раніше, ніж в інших латиноамериканських країнах). Наприкінці XIX ст. діяло понад 1500 гірничодобувних підприємств, в тому числі близько 900 з видобутку руд срібла, 200 — вугілля, понад 110 — руд міді, понад 50 — нафти і інші. До початку Тихоокеанської війни 1879—1884 років галузь була орієнтована переважно на експорт селітри, гуано і менше — руд ртуті, срібла, міді.
На рубежі ХIX-XX ст. суттєво збільшується вплив на гірничу промисловість Перу англійського і американського капіталу. 1901-1930 роки — період швидкого зростання видобутку мідних руд і нафти. У 1904 р. почалася розробка родовищ руд бісмуту на руднику «Сан-Грегоріо» в Західних Кордильєрах, в 1905 р. — нікелю в районі Аякучо, у 1907 р. — ванадію (родовище Мінас-Рагра), у 1910 р. — вольфраму (в департаментах Анкаш і Ла-Лібертад), в 1914 р. в районі пустелі Сечура почався видобуток сірки, в 1915 р. — молібдену. У 1922 р. було завершено будівництво металургійного комбінату в Ороє (капітал США). У 1939 р. була створена державна нафтова компанія «Empresa Petrolera Fiscal», в 1940 р. — державний банк «Banco Minero», в 1944 р. — Геологічний інститут Перу.
Прийняття в 1950 р. гірничорудного кодексу, що передбачав численні пільги іноземним компаніям, сприяло швидкому зростанню видобутку руд міді, свинцю, цинку, срібла і залізних руд. В кінці XX ст. в Перу вівся видобуток понад 50 видів корисних копалин.

## ХХ-XXI ст.
Станом на кінець XX ст. у Перу ведеться видобуток нафти і газу, кам'яного вугілля, руд заліза, міді, свинцю, цинку, срібла, золота, фосфоритів і інш. Найважливішими рудними копалинами є мідь, цинк, золото, свинець і срібло. У невеликих кількостях добувається кам'яне вугілля. Більшість рудників знаходиться в районах Серро-де-Паско в Центральних Андах, Токепала і Куахоне на півдні гірської області і Маркона на узбережжі. У структурі ВВП на частку гірничої промисловості припадає 8-9 %. У кінці XX ст. (1998) обсяг виробництва мінерально-сировинного сектора економіки Перу становив 3,3 млрд дол./рік і мав позитивну динаміку. Обсяг експорту мінеральної сировини і продукції гірничо-металургійної галузі за 1998 р. становив 2,7 млрд дол. або 47 % від загального.
Підготовку кадрів гірничих інженерів здійснюють в Національному інженерному університеті Перу в Лімі.